# Удар по воротам
Удар по воротам (англ. Slap Shot; дословно Щелчок) — американская спортивная комедия 1977 года, снятая Джорджем-Роем Хиллом. В фильме рассказывается о хоккейной команде низшей лиги, которая прибегает к агрессивной игре, чтобы завоевать популярность в приходящем в упадок заводском городке.
Сценаристка фильма, Нэнси Дауд, основала большую часть сценария, а также некоторых персонажей, на игровом опыте своего брата Неда Дауда в профессиональных хоккейных командах низших лиг.
Несмотря на то, что фильм получил смешанные отзывы после выпуска и имел лишь умеренный кассовый успех, с тех пор он стал культовой классикой.

## Сюжет
В вымышленном городке Чарльзтаун местная фабрика собирается уволить 10 000 рабочих, косвенно угрожая существованию городской хоккейной команды низшей лиги, «Чарльзтаун Чифз», которая переживает игровые проблемы в сезоне и всё более плохое отношение своих болельщиков. Узнав о том, что команда должна быть распущена, играющий тренер Реджи Данлоп позволяет братьям Хэнсон, недавнему приобретению клуба, играть грубо с противниками. Жёсткий стиль игры братьев восхищает болельщиков. Данлоп переоснащает команду, используя насилие, чтобы привлечь на игры большие толпы.
Новый стиль команды приводит к непредвиденным последствиям, которые затрагивают не только Данлопа, но и звёздного игрока «Чифз» Неда Брейдена, а также остальных членов команды. Брейден отказывается принимать участие в жестоких выходках, а Данлоп пытается использовать семейные проблемы Брейдена в своих попытках заставить его принимать участие в драках команды, но безуспешно. Несколько игр превращаются в схватки на скамейке запасных, в том числе одна, которая происходит перед стартовым вбрасыванием, а другая приводит к тому, что в раздевалку «Чифз» приходит местная полиция, чтобы арестовать братьев Хэнсон. Тем не менее, «Чифз» поднимаются вверх по таблице, чтобы стать претендентами на чемпионство, и распространяется слух о том, что успех команды может привести к тому, что они будут проданы покупателю во Флориде.
В конце концов Данлоп встречает владелицу команды Аниту МакКембридж и обнаруживает, что его усилия по увеличению популярности команды с помощью насилия были напрасны, поскольку лучший вариант МакКембридж — закрыть команду в счёт списания налогов. К тому времени, когда Данлоп решает отказаться от новой стратегии насилия в пользу мастерства, главные соперники вождей «Сиракьюс Буллдогз» уже подняли ставки, укомплектовав свою команду головорезами для подготовки к чемпионской игре. После того, как команду разбили в первом периоде, возмущённый генеральный менеджер говорит им, что различные скауты Национальной хоккейной лиги приняли его приглашение на игру, поскольку он надеялся, что агрессивные выходки вождей приведут к подписанию игроков.
Услышав эту новость, Данлоп решает, что его команда вернётся к прежнему жестокому подходу, к большой радости зрителей. Когда Брейден становится свидетелем того, как его жена болеет за вождей, он принимает такой же радикальный, но всё же ненасильственный стиль игры, исполняя стриптиз в живую на льду под бурные аплодисменты. Капитан «Сиракьюс Буллдогз» протестуя против этой выходки, не сдерживается и бьёт судью, за что его удаляют, а команду дисквалифицируют, а «Чифз» получает титул чемпиона. После этой победы Данлоп принимает предложение стать играющим тренером «Миннесота Найтхокс», взяв с собой своих товарищей по команде.

## В ролях
- Пол Ньюман — Реджи Данлоп (№ 7)
- Строзер Мартин — Джо МакГрат
- Майкл Онткин — Нед Брейден (№ 10)
- Дженнифер Уоррен — Франсин Данлоп
- Линдсей Краус — Лили Брейден
- Джерри Хаузер — Дэйв «Убийца» Карлсон (№ 3)
- Эндрю Данкан — Джим Карр
- Джефф Карлсон — Джефф Хэнсон (№ 18)
- Стив Карлсон — Стив Хэнсон (№ 17)
- Дэвид Хэнсон — Джэк Хэнсон (№ 16)
- Ивон Барретт — Дени Лемьё (№ 1)
- Аллан Николлз — Джонни Аптон (№ 12)
- Брэд Салливан — Моррис «Мо» Ванчук (№ 2)
- Стивен Мендилло — Джим Ахерн (№ 6)
- Иван Понтон — Жан-Ги Друэн (№ 14)
- Мэттью Коулз — Чарли
- Кэтрин Уокер — Анита МакКембридж
- Мелинда Диллон — Сьюзанн Ханрахэн
- М. Эммет Уолш — Дики Данн
- Свуси Кёрц — Ширли Аптон
- Пол Д’Амато — Тим «Доктор Хук» МакКракен
- Рональд Л. Докен — Лебрюн (№ 31)
- Гвидо Тенеси — Билли Шарлебуа (№ 5)
- Жан-Розарио Тетро— Бержерон (№ 8)
- Кристофер Мёрни — Томми Ханрахэн
- Блейк Болл — Гилмор Таттл
- Нед Дауд — Оги Огилторп
- Нэнси Н. Дауд — Андреа (Жена Неда, а не его сестра сценарист[3])
- Барбара Л. Шортс — Блюбёрд
- Ларри Блок — судья
- Пол Дули — диктор

Не указаны в титрах
- Дэн Белайл-младший — экипировщик команды
- Род Блумфилд — дублёр Пола Ньюмана в сценах катания[4]
- Брюс Будро — неназванный игрок «Хайанниспорт» (№ 7)
- Гейлен Хед — неназванный игрок «Чифз» (№ 19)[5]
- Сьюзан Кендалл Ньюман — фармацевт[6]
- Конни Мэдиган — Росс «Бешеный пёс» Мэдисон
- Джо Нолан — Кларенс «Кричащий бизон» Суэмптаун
- Дик Роберже — судья Эккер[7]
- Рэй Шульц — неназванный игрок «Буллдогз»[8]
- Кэрол Шелтон — комментатор показа мод
- Росс Смит — Барклай Дональдсон
- Стив Стирлинг — неназванный игрок «Чифз»[9][10]
- Клифф Томпсон — Уолт Комиски, водитель автобуса

## Разработка и производство
Оригинальный сценарий Нэнси Дауд частично основан на опыте её брата Неда Дауда, игравшего в низших хоккейных лигах США в 1970-х годах. В то время жёсткая и грубая игра, особенно среди несовершеннолетних, была очень распространена.
Дауд жила в Лос-Анджелесе, когда ей позвонил Нед, член хоккейной команды «Джонстаун Джетс». Он сообщил ей плохую новость о том, что команда выставлена на продажу. Нэнси переехала в этот район, вдохновлённая написать сценарий по этой истории.
Фильм был снят в Джонстауне (штат Пенсильвания), Питтсбурге (Пенсильвания), и в центральной части штата Нью-Йорк (Clinton Arena в Клинтоне, Utica Memorial Auditorium в Ютике и Onondaga County War Memorial Auditorium в Сиракьюсе).
Нэнси Дауд использовала Неда и несколько его товарищей по команде «Джонстаун Джетс» в съёмках фильма, где Нед сыграл игрока «Сиракьюс Буллдогз» Оги Огилторпа. Позже он начал кинокарьеру в качестве актёра, помощника режиссёра и, в конечном итоге, линейного продюсера. Персонажи братьев Хэнсон основаны на трёх настоящих братьях: Джеффе, Стиве и Джэке Карлсонах, которые играли с Недом Даудом в «Джетс». Персонаж Дэйва «Убийцы» Карлсона основан на тогдашнем игроке «Джетс» Дэйве «Убийце» Хэнсоне. Стив и Джефф Карлсон сыграли в фильме своих коллег Хэнсонов. Изначально по сценарию Джэк Карлсон должен был появиться в фильме в роли третьего брата Джэка, а Дэйв Хэнсон — в роли Дэйва «Убийцы» Карлсона. Однако к тому времени, когда начались съёмки, Джэка Карлсона вызвали в «Эдмонтон Ойлерз», затем в ВХА на матчи плей-офф, поэтому Дэйв Хэнсон перешёл на роль Джэка Хэнсона, а Джерри Хаузер был взят на роль Дэйва «Убийцы» Карлсона.
Пол Ньюман, утверждая, что он очень мало ругался в реальной жизни до создания фильма, сказал журналу Time в 1984 году:
Иногда бывает похмелье от персонажей. Есть вещи, которые прилипают. Начиная с «Удара по воротам», моя речь прямо из раздевалки!
Ньюман заявил, что от съёмок в этом фильме он получил наибольшее удовольствие, поскольку он занимался этим видом спорта в молодости и был очарован настоящими игроками вокруг него. В течение последних десятилетий своей жизни он неоднократно называл Реджи Данлопа одной из своих любимых ролей.
Иван Понтон и Ивон Барретт (сыгравшие в фильме нападающего Жана-Ги Друэна и вратаря Дени Лемьё, двух франко-канадских игроков) дублировали свои собственные голоса для переведённой французской версии фильма. Этот фильм — один из немногих популярных американских фильмов, который был переведён на разговорный квебекский французский, а не на стандартный французский. Интенсивное использование франко-канадского языка и нецензурной лексики сделало эту версию фильма культовой классикой во французской Канаде, где строки из фильма, такие как «Dave Est Magané» («Дэйв в смятении») и «Du Hockey Com Dans Le Temps» («Хоккей как в былые времена») — распространённые крылатые фразы.
Многие сцены были сняты на аренах Cambria County War Memorial Arena и Starr Rink в Гамильтоне (штат Нью-Йорк), в Utica Memorial Auditorium (где происходит предигровая драка и где Хэнсон делает выговор судье за то, что он говорил во время гимна), Onondaga County War Memorial в Сиракьюсе (штат Нью-Йорк) (где братья Хэнсон бросаются на трибуны, чтобы напасть на фаната и впоследствии были арестованы), и в других местах Джонстауна. По совпадению, «Джонстаун Джетс» и Североамериканская хоккейная лига (NAHL) закрылись в 1977 году, когда был выпущен фильм.
Хотя большая часть фильма происходит осенью и зимой, когда обычно проходит хоккейный сезон, съёмки в Utica Memorial Auditorium проходили с 3 по 4 июня. Точно так же в Джонстауне Ньюман носит пальто, как будто должно быть холодно, но на земле нет снега, а деревья полностью цветут.
Персонаж Реджи Данлоп частично основан на бывшем игроке и тренере Восточной хоккейной лиги (EHL) «Лонг-Айленд Дакс» Джоне Брофи, в дань уважения к которому один из персонажей получил его фамилию. По совпадению, Брофи позже, в 1978 году, тренировал в «Бирмингем Буллз» Дэйва Хэнсона, который играл Джэка Хэнсона.
В одной из сцен диктор Джим Карр замечает, что Нед Брейден «закончил колледж… и гражданин США!» — что необычно для профессионального хоккеиста того времени. В реальной жизни Майкл Онткин играл в хоккей и окончил Университет Нью-Гэмпшира в 1970 году.
Новичок «Сиракьюс Буллдогз» Оги Огилторп, который упоминается на протяжении всего фильма, но мы не видим его до финальной игры плей-офф, был основан на давнишнем хулигане из низших лиг Билле «Голди» Голдторпе. Как и Оги Огилторп, Голди Голдторп также известен своим дебютом в профессиональном хоккее (в 1973 году), когда в составе команды «Сиракьюс Блэйзерс» до Рождества он успел 25 раз получить штраф за драки.
Команда «Брум-Каунти Блэйдс» была основана на реальной команде «Брум Дастерс» из Бингемтона (штат Нью-Йорк). Одна сцена в фильме была специально взята из событий, произошедших в Бингемтоне. В фильме братья Хэнсон носят очки в чёрной оправе, похожие на бутылки из-под колы, и в одной игре вступают в драку сразу после первого вбрасывания. На самом деле произошло то, что Джефф и Стив Карлсон носили такие очки и вступили в длительную драку сразу после первого вбрасывания. Тренер «Джонстаун Джетс» Дик Роберже сказал газете Johnstown Tribune-Democrat: «Мы попали в Бингемтон за две или три недели до плей-офф. На разминке все игроки Бингемтона вышли в пластиковых очках и с большими носами, высмеивая братьев Карлсон. Мы вернулись в раздевалку, и парни сказали: „Тренер, как только шайба упадёт на лёд, мы начнём драться с ними один на один“. Прошло около 30 минут, пока все не устали. Мы снова встретились с ними в финале (в сезоне 1974/75) и обыграли их четыре раза подряд».
В фильме есть сцена, в которой братья Хэнсон во время предигровой разминки нападают на игроков «Питерборо Патриотс». Это основано на событиях серии плей-офф Североамериканской хоккейной лиги (NAHL) середины 1970-х годов между «Джонстаун Джетс» и «Баффало Норсмен». У «Джетс» в составе был чернокожий игрок и во время игры в Норт-Тонаванде (штат Нью-Йорк) (северный пригород Баффало, где «Норсмен» играли свои домашние игры) фанат «Норсмен» поднял унизительный плакат, в котором говорилось, что чернокожие должны играть в баскетбол. Следующая игра в серии была проведена в Джонстауне, и «Джетс» в ответ атаковали игроков «Норсмен» во время разминки, и началась огромная драка. Затем игроки и тренеры «Норсмен» вернулись в раздевалку и отказались выходить, чтобы начать игру. Победа в матче была присуждена «Джетс», как и в серии плей-офф, поскольку эта «победа» дала им необходимое количество побед, чтобы выиграть серию.
Другая сцена также основана на реальном событии. В фильме Джефф Хэнсон забивает гол и получает по лицу ключами, брошенными фанатом. Затем братья Хэнсон перелазят на трибуны, чтобы отомстить, но Джефф бьёт не того фаната. После игры Хэнсоны арестованы за инцидент. В реальной жизни похожий инцидент произошёл в Ютике в игре между «Джонстаун Джетс» и «Мохок-Вэлли Кометс». Джефф Карлсон получил по лицу чашкой для льда, брошенной фанатом «Кометс», и он вместе с братьями Джэком и Стивом перелезли на трибуны. Все трое были арестованы, а Дэйв Хэнсон собрал деньги для залога для братьев Карлсон.

## Отзывы
Фильм был умеренным хитом после выхода в прокат, собрав 28 млн долларов в кинотеатрах, что поместило его на 21-е место среди фильмов, выпущенных в 1977 году, что намного ниже, чем у трёх предыдущих фильмов Пола Ньюмана: «Ад в поднебесье», «Афера» и «Бутч Кэссиди и Санденс Кид», которые собрали более 100 млн долларов каждый.
Variety писал, что «режиссёр Джордж-Рой Хилл неоднозначно относится к теме насилия в профессиональном хоккее. Половину времени Хилл приглашает публику уйти от беспредела, в другой половине — он осуждает это. На самом деле вы не можете сделать ни то, ни другое, и этот компромисс сильно портит красиво сделанный универсальный релиз, спродюсированный Робертом Вуншем и Стивеном Фридманом». Винсент Кэнби из The New York Times охарактеризовал фильм как «безупречный» и предположил, что в фильме имеется «своего рода живость», но нашёл его «не смешным» и отметил «двусмысленную» точку зрения в отношении насилия Кевин Томас из Los Angeles Times был негативен, написав, что, поскольку «персонажи обладают таким маленьким измерением и поскольку у нас так мало возможностей узнать о них и, следовательно, переживать о них, их непрекращающееся жестокое поведение и разговоры могут показаться только эксплуататорскими. Более того, играя для смеха, „Удар по воротам“ производит неприятное впечатление, будто он покровительствует как игрокам, так и их фанатам». Гэри Арнольд из Washington Post написал: «Фильм обрушивается на вас, как неистовый пьяница. На первый взгляд это кажется безобидно смешным, в экстравагантно сквернословной манере. Однако под поверхностью фильма есть злая полоса, которая заставляет чувствовать себя неловко из-за того, что слишком долго подшучивает над этим пьяницей». Том Милн из The Monthly Film Bulletin описал его как «фильм, который, сожалея о масштабах насилия в спорте, делает всё возможное, чтобы заставить зрителей погрязнуть в этом насилии».
Джин Сискел дал фильму две с половиной звезды из четырёх в своём оригинальном печатном обзоре, написав, что «то, что „Удар по воротам“ делает до его окончательного провала, — это преувеличение каждого из его прекрасных аспектов. Это как если бы эти магнитофонные записи в раздевалке были отредактированы, чтобы убрать молчание и банальности, чтобы включить только самые возмутительные сцены секса и насилия. И, к сожалению, „Удар по воротам“ морализирует о насилии в своём приколотом, быстром финале. Это после того, как экран заполнился непрерывным хаосом». Годы спустя он сказал: «Мой первоначальный обзор был неоднозначным, а затем, к счастью, я посмотрел фильм две недели спустя и я понял, что это потрясающий фильм». Он включил его в число занявших второе место в своём списке 10 лучших фильмов 1977 года, пояснив, что «чем больше я его смотрел, тем больше он мне нравился».
Джою Гулду-Бойюму из The Wall Street Journal фильм показался одновременно развлекающим и отталкивающим, настолько «сквернословным и откровенно пошлым», с одной стороны, и таким «энергичным и забавным» — с другой. Стриптиз Майкла Онткина вызвал недовольство критика журнала Time Ричарда Шикеля, который сожалел о том, что «в развязке Онткин вынужден пойти на более широкий и дешёвый вид комедии». Несмотря на неоднозначные отзывы, фильм получил премию Hochi Film Award в номинации «Лучший иностранный фильм».
Полин Кейл написала в The New Yorker: «Я не знаю, видела ли я когда-либо картину, настолько полностью ориентированную на то, чтобы дать публике то, что она хочет, с таким антагонистическим чувством позади неё. Хилл заставляет вас смеяться, хорошо, но он настолько мрачно настроен вбить вам развлечения в глотку, что вы чувствуете себя страсбургским гусем». Тем не менее, она похвалила Пола Ньюмана за то, что он «показал результат своей жизни — на сегодняшний день».
На Rotten Tomatoes у фильма рейтинг свежести 85 %, основанный на 33 обзорах, со средним рейтингом 7,09 из 10 и консенсусом критиков: «Грязный, жестокий и очень забавный, „Удар по воротам“ в конечном итоге выделяется замечательным юмористическим перформансом Пола Ньюмана».

## Наследие
За годы, прошедшие с момента его первого выпуска, «Удар по воротам» стал считаться культовой классикой.
Критическая переоценка фильма по-прежнему положительная. В 1998 году журнал Maxim назвал фильм «Лучшим мужским фильмом всех времён» над такими признанными классиками, как «Крёстный отец (фильм)», «Бешеный бык» и «Хладнокровный Люк» (с Полом Ньюманом главной роли). Entertainment Weekly поставило этот фильм на 31 место в списке «50 лучших культовых фильмов». В выпуске GQ за ноябрь 2007 года Дэн Дженкинс объявил «Удар по воротам» «Лучшим спортивным фильмом за последние 50 лет».

## Новеллизация
Одновременно с выпуском фильма Berkeley Books выпустили новеллизацию сценария, написанного Ричардом Вудли.

## Продолжения
За фильмом последовали два прямых сиквела «Удар по воротам 2: Разбивая лёд» (2002) и «Удар по воротам 3: Молодёжная лига» (2008). Пол Ньюман и остальные участники оригинального состава не участвовали ни в одном из сиквелов, за исключением братьев Хэнсон, сыгравших главные роли в обоих.